# Windjana Gorge
Windjana Gorge är en ravin i Australien. Den ligger i delstaten Western Australia, omkring 1 900 kilometer nordost om delstatshuvudstaden Perth.
Trakten runt Windjana Gorge är nära nog obefolkad, med mindre än två invånare per kvadratkilometer.. Det finns inga samhällen i närheten.
Trakten runt Windjana Gorge består i huvudsak av gräsmarker. Genomsnittlig årsnederbörd är 1 052 millimeter. Den regnigaste månaden är januari, med i genomsnitt 262 mm nederbörd, och den torraste är augusti, med 1 mm nederbörd.